# Messico ai Giochi della XXXII Olimpiade
Il Messico ha partecipato ai Giochi della XXXII Olimpiade, che si sono svolti a Tokyo, Giappone, dal 23 luglio all'8 agosto 2021 (inizialmente previsti dal 24 luglio al 9 agosto 2020 ma posticipati per la pandemia di COVID-19) con 162 atleti.

## Medaglie

### Medagliere per disciplina
| Sport             | Oro | Argento | Bronzo | Totale |
| ----------------- | --- | ------- | ------ | ------ |
| Tuffi             | 0   | 0       | 1      | 1      |
| Sollevamento pesi | 0   | 0       | 1      | 1      |
| Calcio            | 0   | 0       | 1      | 1      |
| Tiro con l'arco   | 0   | 0       | 1      | 1      |
| Totale            | 0   | 0       | 4      | 4      |

### Medaglie di bronzo
| Medaglia | Nome | Sport             | Evento                                |
| -------- | --- | ----------------- | ------------------------------------- |
| Bronzo   | Luis Álvarez Alejandra Valencia | Tiro con l'arco   | Squadre miste                         |
| Bronzo   | Gabriela Agúndez Alejandra Orozco | Tuffi             | Piattaforma 10 metri sincro femminile |
| Bronzo   | Aremi Fuentes-Zavala | Sollevamento pesi | 76 kg femminile                       |
| Bronzo   | Luis Malagón Jorge Sánchez César Montes Jesús Alberto Angulo Johan Vásquez Vladimir Loroña Luis Romo Carlos Alberto Rodríguez Henry Martín Diego Lainez Leyva Alexis Vega Adrián Mora Guillermo Ochoa Érick Aguirre Uriel Antuna José Joaquín Esquivel Sebastián Córdova Eduardo Aguirre Jesús Ricardo Angulo Fernando Beltrán Roberto Alvarado Sebastián Jurado | Calcio            | Torneo maschile                       |

## Delegazione
| Sport              | Uomini | Donne | Totale |
| ------------------ | ------ | ----- | ------ |
| Atletica leggera   | 12     | 8     | 20     |
| Badminton          | 1      | 1     | 2      |
| Baseball           | 24     | -     | 24     |
| Calcio             | 22     | -     | 22     |
| Canoa/Kayak        | -      | 1     | 1      |
| Canottaggio        | -      | 1     | 1      |
| Ciclismo           | 2      | 4     | 6      |
| Equitazione        | 4      | 1     | 5      |
| Ginnastica         | 1      | 3     | 4      |
| Golf               | 2      | 2     | 4      |
| Judo               | -      | 1     | 1      |
| Lotta              | 1      | 1     | 2      |
| Nuoto              | 3      | 1     | 4      |
| Nuoto artistico    | -      | 2     | 2      |
| Pallavolo          | 2      | -     | 2      |
| Pentathlon moderno | 2      | 2     | 4      |
| Pugilato           | 1      | 2     | 3      |
| Scherma            | 1      | -     | 1      |
| Softball           | -      | 15    | 15     |
| Sollevamento pesi  | 2      | 2     | 4      |
| Taekwondo          | 1      | 1     | 2      |
| Tennis             | -      | 2     | 2      |
| Tiro               | 3      | 2     | 5      |
| Tiro con l'arco    | 1      | 3     | 4      |
| Triathlon          | 2      | 2     | 4      |
| Tuffi              | 8      | 6     | 14     |
| Vela               | 2      | 2     | 4      |
| Totale             | 97     | 65    | 162    |

## Risultati

### Atletica leggera
Maschile
Eventi su pista e strada
| Atleta               | Evento       | Batteria  | Batteria  | Semifinale | Semifinale | Finale          | Finale          |
| Atleta               | Evento       | Risultato | Posizione | Risultato  | Posizione  | Risultato       | Posizione       |
| -------------------- | ------------ | --------- | --------- | ---------- | ---------- | --------------- | --------------- |
| Jesús Tonatiú López  | 800 m        | 1'46"14   | 1º Q      | 1'44"77    | 3º         | Non qualificato | Non qualificato |
| Jesús Arturo Esparza | Maratona     | N.D.      | N.D.      | N.D.       | N.D.       | 2h31'51"        | 74º             |
| Juan Joel Pacheco    | Maratona     | N.D.      | N.D.      | N.D.       | N.D.       | 2h23'41"        | 65º             |
| José Luis Santana    | Maratona     | N.D.      | N.D.      | N.D.       | N.D.       | 2h21'32"        | 56º             |
| Noél Chama           | Marcia 20 km | N.D.      | N.D.      | N.D.       | N.D.       | 1h28'23"        | 38º             |
| Andrés Olivas        | Marcia 20 km | N.D.      | N.D.      | N.D.       | N.D.       | 1h22'46"        | 11º             |
| Jesús Tadeo Vega     | Marcia 20 km | N.D.      | N.D.      | N.D.       | N.D.       | 1h30'37"        | 42º             |
| Horacio Nava         | Marcia 50 km | N.D.      | N.D.      | N.D.       | N.D.       | 4h19'00"        | 44º             |
| José Leyver Ojeda    | Marcia 50 km | N.D.      | N.D.      | N.D.       | N.D.       | 3h56'53"        | 15º             |
| Isaac Palma          | Marcia 50 km | N.D.      | N.D.      | N.D.       | N.D.       | DNF             | DNF             |

Eventi su campo
| Atleta         | Evento              | Qualificazione | Qualificazione | Finale          | Finale          |
| Atleta         | Evento              | Risultato      | Posizione      | Risultato       | Posizione       |
| -------------- | ------------------- | -------------- | -------------- | --------------- | --------------- |
| Edgar Rivera   | Salto in alto       | 2,21           | 8º             | Non qualificato | Non qualificato |
| Diego del Real | Lancio del martello | 75,17          | 10º            | Non qualificato | Non qualificato |

Femminile
Eventi su pista e strada
| Atleta          | Evento       | Batteria  | Batteria  | Semifinale      | Semifinale      | Finale          | Finale          |
| Atleta          | Evento       | Risultato | Posizione | Risultato       | Posizione       | Risultato       | Posizione       |
| --------------- | ------------ | --------- | --------- | --------------- | --------------- | --------------- | --------------- |
| Paola Morán     | 400 m        | 51"18     | 3ª Q      | 51"06           | 5ª              | Non qualificata | Non qualificata |
| Laura Galvan    | 1500 m       | 4'08"15   | 12ª       | Non qualificata | Non qualificata | Non qualificata | Non qualificata |
| Laura Galvan    | 5000 m       | 15'00"16  | 11ª       | N.D.            | N.D.            | Non qualificata | Non qualificata |
| Andrea Ramírez  | Maratona     | N.D.      | N.D.      | N.D.            | N.D.            | DNF             | DNF             |
| Úrsula Sánchez  | Maratona     | N.D.      | N.D.      | N.D.            | N.D.            | 2h45'45"        | 64ª             |
| Daniela Torres  | Maratona     | N.D.      | N.D.      | N.D.            | N.D.            | 2h75'15"        | 65ª             |
| Alegna González | Marcia 20 km | N.D.      | N.D.      | N.D.            | N.D.            | 1h30'33"        | 5ª              |
| Ilse Guerrero   | Marcia 20 km | N.D.      | N.D.      | N.D.            | N.D.            | 1h45'47"        | 51ª             |
| Valeria Ortuño  | Marcia 20 km | N.D.      | N.D.      | N.D.            | N.D.            | 1h41'50"        | 47ª             |

### Equitazione

#### Dressage
| Atleta           | Cavallo | Evento      | Grand Prix | Grand Prix | Grand Prix Special | Grand Prix Special | Grand Prix Freestyle | Grand Prix Freestyle | Grand Prix Freestyle | Grand Prix Freestyle |
| Atleta           | Cavallo | Evento      | Punteggio  | Classifica | Punteggio          | Classifica         | Tecnico              | Artistico            | Totale               | Classifica           |
| ---------------- | ------- | ----------- | ---------- | ---------- | ------------------ | ------------------ | -------------------- | -------------------- | -------------------- | -------------------- |
| Martha Del Valle | Beduino | Individuale | 64,876     | 51ª        | N.D.               | N.D.               | Non qualificata      | Non qualificata      | Non qualificata      | Non qualificata      |

#### Salto ostacoli
| Atleta                                         | Cavallo                   | Evento      | Qualificazione | Qualificazione | Finale          | Finale          | Jump-off        | Jump-off        |
| Atleta                                         | Cavallo                   | Evento      | Penalità       | Pos.           | Penalità        | Pos.            | Penalità        | Pos.            |
| ---------------------------------------------- | ------------------------- | ----------- | -------------- | -------------- | --------------- | --------------- | --------------- | --------------- |
| Eugenio Garza                                  | Armani SL Z               | Individuale | 8,00           | 47º            | Non qualificato | Non qualificato | Non qualificato | Non qualificato |
| Enrique González                               | Chacna                    | Individuale | 8,00           | 44º            | Non qualificato | Non qualificato | Non qualificato | Non qualificato |
| Manuel González                                | Hortensia van de Leeuwerk | Individuale | 12,00          | 55º            | Non qualificato | Non qualificato | Non qualificato | Non qualificato |
| Eugenio Garza Enrique González Manuel González | Vedi sopra                | Squadre     | 6+EL           | 16º            | Non qualificata | Non qualificata | Non qualificata | Non qualificata |

### Ginnastica

#### Ginnastica artistica
Uomini
| Atleta        | Evento               | Qualificazione | Qualificazione | Qualificazione | Qualificazione | Qualificazione | Qualificazione | Qualificazione | Qualificazione | Finale          | Finale          | Finale          | Finale          | Finale          | Finale          | Finale          | Finale          |
| Atleta        | Evento               | Attrezzo       | Attrezzo       | Attrezzo       | Attrezzo       | Attrezzo       | Attrezzo       | Totale         | Pos.           | Attrezzo        | Attrezzo        | Attrezzo        | Attrezzo        | Attrezzo        | Attrezzo        | Totale          | Pos.            |
| Atleta        | Evento               | CL             | C              | A              | V              | P              | S              | Totale         | Pos.           | CL              | C               | A               | V               | P               | S               | Totale          | Pos.            |
| ------------- | -------------------- | -------------- | -------------- | -------------- | -------------- | -------------- | -------------- | -------------- | -------------- | --------------- | --------------- | --------------- | --------------- | --------------- | --------------- | --------------- | --------------- |
| Daniel Corral | Concorso individuale | 13.200         | 13.266         | 13.366         | 13.933         | 14.033         | 13.100         | 80.898         | 40º            | Non qualificato | Non qualificato | Non qualificato | Non qualificato | Non qualificato | Non qualificato | Non qualificato | Non qualificato |

Donne
| Atleta       | Evento               | Qualificazione | Qualificazione | Qualificazione | Qualificazione | Qualificazione | Qualificazione | Finale          | Finale          | Finale          | Finale          | Finale          | Finale          |
| Atleta       | Evento               | Attrezzo       | Attrezzo       | Attrezzo       | Attrezzo       | Totale         | Pos.           | Attrezzo        | Attrezzo        | Attrezzo        | Attrezzo        | Totale          | Pos.            |
| Atleta       | Evento               | CL             | V              | T              | P              | Totale         | Pos.           | CL              | V               | T               | P               | Totale          | Pos.            |
| ------------ | -------------------- | -------------- | -------------- | -------------- | -------------- | -------------- | -------------- | --------------- | --------------- | --------------- | --------------- | --------------- | --------------- |
| Alexa Moreno | Concorso individuale | 12.333         | 14.833         | 11.066         | 12.566         | 56.265         | 55ª            | Non qualificata | Non qualificata | Non qualificata | Non qualificata | Non qualificata | Non qualificata |
| Alexa Moreno | Volteggio            | N.D.           | 14.633         | N.D.           | N.D.           | N.D.           | 8ª             | N.D.            | 14.716          | N.D.            | N.D.            | N.D.            | 4ª              |

#### Ginnastica ritmica
| Atleta       | Evento               | Qualificazione | Qualificazione | Qualificazione | Qualificazione | Qualificazione | Qualificazione | Finale          | Finale          | Finale          | Finale          | Finale          | Finale          |
| Atleta       | Evento               | Attrezzo       | Attrezzo       | Attrezzo       | Attrezzo       | Totale         | Pos.           | Attrezzo        | Attrezzo        | Attrezzo        | Attrezzo        | Totale          | Pos.            |
| Atleta       | Evento               | Cerchio        | Palla          | Clavi          | Nastro         | Totale         | Pos.           | Cerchio         | Palla           | Clavi           | Nastro          | Totale          | Pos.            |
| ------------ | -------------------- | -------------- | -------------- | -------------- | -------------- | -------------- | -------------- | --------------- | --------------- | --------------- | --------------- | --------------- | --------------- |
| Rut Castillo | Concorso individuale | 22.350         | 22.700         | 21.500         | 16.200         | 82.750         | 22ª            | Non qualificata | Non qualificata | Non qualificata | Non qualificata | Non qualificata | Non qualificata |

#### Trampolino elastico
| Atleta        | Evento               | Qualificazione | Qualificazione | Finale | Finale    |
| Atleta        | Evento               | Punti          | Posizione      | Punti  | Posizione |
| ------------- | -------------------- | -------------- | -------------- | ------ | --------- |
| Dafne Navarro | Trampolino femminile | 99.850         | 8ª Q           | 48.345 | 8ª        |

### Nuoto
| Atleta              | Evento                     | Batterie | Batterie  | Semifinali      | Semifinali      | Finale          | Finale          |
| Atleta              | Evento                     | Tempo    | Posizione | Tempo           | Posizione       | Tempo           | Posizione       |
| ------------------- | -------------------------- | -------- | --------- | --------------- | --------------- | --------------- | --------------- |
| Gabriel Castaño     | 50 m stile libero maschili | 22"32    | 30º       | Non qualificato | Non qualificato | Non qualificato | Non qualificato |
| José Ángel Martínez | 200 m misti maschili       | 2'01"34  | 38º       | Non qualificato | Non qualificato | Non qualificato | Non qualificato |
| Daniel Delgadillo   | Maratona 10 km maschili    | N.D.     | N.D.      | N.D.            | N.D.            | 1h53'14"4       | 17º             |
| Melissa Rodríguez   | 100 m rana femminili       | 1'08"76  | 30ª       | Non qualificata | Non qualificata | Non qualificata | Non qualificata |
| Melissa Rodríguez   | 200 m rana femminili       | 2'26"87  | 24ª       | Non qualificata | Non qualificata | Non qualificata | Non qualificata |

### Nuoto artistico
| Atleta                       | Evento | Programma tecnico | Programma tecnico | Programma libero (preliminari) | Programma libero (preliminari) | Programma libero (preliminari) | Programma libero (finale) | Programma libero (finale) | Programma libero (finale) |
| Atleta                       | Evento | Punti             | Classifica        | Punti                          | Punti totali                   | Classifica                     | Punti                     | Punti totali              | Classifica                |
| ---------------------------- | ------ | ----------------- | ----------------- | ------------------------------ | ------------------------------ | ------------------------------ | ------------------------- | ------------------------- | ------------------------- |
| Nuria Diosdado Joana Jiménez | Duo    | 86.6190           | 13ª               | 86,5333                        | 173,1523                       | 12ª Q                          | 86,5667                   | 173,1857                  | 12ª                       |

### Sollevamento pesi
| Atleta               | Evento          | Strappo   | Strappo    | Slancio   | Slancio    | Totale | Classifica |
| Atleta               | Evento          | Risultato | Classifica | Risultato | Classifica | Totale | Classifica |
| -------------------- | --------------- | --------- | ---------- | --------- | ---------- | ------ | ---------- |
| Jonathan Muñoz       | 67 kg maschile  | 135       | 8º         | 163       | 10º        | 298    | 10º        |
| Jorge Cárdenas       | 73 kg maschile  | 145       | 8º         | 175       | 10º        | 320    | 11º        |
| Ana Gabriela López   | 55 kg femminile | 90        | 5ª         | 105       | 9ª         | 195    | 9ª         |
| Aremi Fuentes-Zavala | 76 kg femminile | 108       | 4ª         | 138       | 3ª         | 245    |            |

### Tiro a segno/volo
Maschile
| Atleta            | Evento                      | Qualificazione | Qualificazione | Finale          | Finale          |
| Atleta            | Evento                      | Punteggio      | Classifica     | Punteggio       | Classifica      |
| ----------------- | --------------------------- | -------------- | -------------- | --------------- | --------------- |
| José Luis Sánchez | Carabina 50 m 3 posizioni   | 1154-48x       | 33º            | Non qualificato | Non qualificato |
| Edson Ramírez     | Pistola 10 m aria compressa | 625,9          | 18º            | Non qualificato | Non qualificato |
| Jorge Orozco      | Trap                        | 122            | 6º Q           | 28              | 4º              |

Femminile
| Atleta             | Evento | Qualificazione | Qualificazione | Finale          | Finale          |
| Atleta             | Evento | Punteggio      | Classifica     | Punteggio       | Classifica      |
| ------------------ | ------ | -------------- | -------------- | --------------- | --------------- |
| Alejandra Ramírez  | Trap   | 116            | 13ª            | Non qualificata | Non qualificata |
| Gabriela Rodríguez | Skeet  | 118            | 3ª             | Non qualificata | Non qualificata |

Misto
| Atleta                         | Evento         | Qualificazione 1 | Qualificazione 1 | Qualificazione 2 | Qualificazione 2 | Finale / FB          | Finale / FB     |
| Atleta                         | Evento         | Punteggio        | Classifica       | Punteggio        | Classifica       | Avversario Punteggio | Pos.            |
| ------------------------------ | -------------- | ---------------- | ---------------- | ---------------- | ---------------- | -------------------- | --------------- |
| Jorge Orozco Alejandra Ramírez | Trap a squadre | 138              | 16ª              | N.D.             | N.D.             | Non qualificata      | Non qualificata |

### Tiro con l'arco
| Atleta                                          | Evento                | Classificazione | Classificazione | 32-esimi             | 16-esimi             | Ottavi               | Quarti               | Semifinali           | Finale / FB          | Pos.            |
| Atleta                                          | Evento                | Punteggio       | Pos.            | Avversario Punteggio | Avversario Punteggio | Avversario Punteggio | Avversario Punteggio | Avversario Punteggio | Avversario Punteggio | Pos.            |
| ----------------------------------------------- | --------------------- | --------------- | --------------- | -------------------- | -------------------- | -------------------- | -------------------- | -------------------- | -------------------- | --------------- |
| Luis Álvarez                                    | Individuale maschile  | 662             | 19º             | Furukawa P 3–7       | Non qualificato      | Non qualificato      | Non qualificato      | Non qualificato      | Non qualificato      | Non qualificato |
| Aída Román                                      | Individuale femminile | 665             | 6ª              | Elwalid V 6–2        | Pitman P 2–6         | Non qualificata      | Non qualificata      | Non qualificata      | Non qualificata      | Non qualificata |
| Alejandra Valencia                              | Individuale femminile | 674             | 4ª              | Kazloŭskaja V 6–0    | Dzëminskaja V 7–3    | Barbelin V 6–0       | Brown P 5–6          | Non qualificata      | Non qualificata      | Non qualificata |
| Ana Paula Vázquez                               | Individuale femminile | 637             | 32ª             | dos Santos P 4–6     | Non qualificata      | Non qualificata      | Non qualificata      | Non qualificata      | Non qualificata      | Non qualificata |
| Aída Román Alejandra Valencia Ana Paula Vázquez | Squadra femminile     | 1976            | 2ª              | N.D.                 | N.D.                 | Bye                  | Germania P 2–6       | Non qualificata      | Non qualificata      | Non qualificata |
| Luis Álvarez Alejandra Valencia                 | Squadra mista         | 1336            | 4ª              | N.D.                 | N.D.                 | Germania V 2–6       | Gran Bretagna V 6–0  | Corea del Sud P 1–5  | Turchia V 6–2        |                 |

### Triathlon
| Atleta                                                     | Evento                | Nuoto                   | T1                      | Ciclismo                   | T2                      | Corsa                   | Totale   | Classifica |
| ---------------------------------------------------------- | --------------------- | ----------------------- | ----------------------- | -------------------------- | ----------------------- | ----------------------- | -------- | ---------- |
| Crisanto Grajales                                          | Individuale maschile  | 18'23"                  | 0'41"                   | 57'52"                     | 0'34"                   | 31'06"                  | 1h48'36" | 31º        |
| Irving Pérez                                               | Individuale maschile  | 18'06"                  | 0'38"                   | 1h01'14"                   | 0'30"                   | 33'34"                  | 1h54'02  | 46º        |
| Cecilia Pérez                                              | Individuale femminile | 20'05"                  | 0'44"                   | DNF                        | DNF                     | DNF                     | DNF      | DNF        |
| Claudia Rivas                                              | Individuale femminile | DNF                     | DNF                     | DNF                        | DNF                     | DNF                     | DNF      | DNF        |
| Cecilia Pérez Crisanto Grajales Claudia Rivas Irving Pérez | Squadre miste         | 4'00" 4'02" 4'28" 4'08" | 0'39" 0'35" 0'43" 0'37" | 10'27" 9'48" 10'57" 10'20" | 0'33" 0'30" 0'38" 0'29" | 7'00" 5'47" 7'08" 6'04" | 1h28'53" | 16ª        |

### Tuffi
Uomini
| Atleta                                 | Evento                  | Preliminari | Preliminari | Semifinale      | Semifinale      | Finale          | Finale          |
| Atleta                                 | Evento                  | Punti       | Classifica  | Punti           | Classifica      | Punti           | Classifica      |
| -------------------------------------- | ----------------------- | ----------- | ----------- | --------------- | --------------- | --------------- | --------------- |
| Osmar Olvera                           | Trampolino 3 m          | 442,45      | 9º Q        | 384,80          | 14º             | Non qualificato | Non qualificato |
| Rommel Pacheco                         | Trampolino 3 m          | 479,25      | 3º Q        | 437,65          | 6º Q            | 428,75          | 6º              |
| Iván García                            | Piattaforma 10 m        | 316,95      | 24º         | Non qualificato | Non qualificato | Non qualificato | Non qualificato |
| Andrés Villarreal                      | Piattaforma 10 m        | 410,30      | 9º Q        | 405,55          | 11º Q           | 381,75          | 12º             |
| Yahel Castillo Juan Manuel Celaya      | Trampolino 3 m sincro   | N.D.        | N.D.        | N.D.            | N.D.            | 400,14          | 4º              |
| José Balleza Isaias Kevin Berlín Reyes | Piattaforma 10 m sincro | N.D.        | N.D.        | N.D.            | N.D.            | 407,31          | 4º              |

Donne
| Atleta                             | Evento                  | Preliminari | Preliminari | Semifinale      | Semifinale      | Finale          | Finale          |
| Atleta                             | Evento                  | Punti       | Classifica  | Punti           | Classifica      | Punti           | Classifica      |
| ---------------------------------- | ----------------------- | ----------- | ----------- | --------------- | --------------- | --------------- | --------------- |
| Arantxa Chávez                     | Trampolino 3 m          | 190,35      | 27ª         | Non qualificata | Non qualificata | Non qualificata | Non qualificata |
| Aranza Vázquez                     | Trampolino 3 m          | 294,30      | 8ª Q        | 318,60          | 4ª Q            | 303,45          | 6ª              |
| Gabriela Agúndez                   | Piattaforma 10 m        | 297,65      | 12ª Q       | 337,30          | 4ª Q            | 358,50          | 4ª              |
| Alejandra Orozco                   | Piattaforma 10 m        | 308,10      | 9ª Q        | 301,40          | 12ª Q           | 322,05          | 6ª              |
| Dolores Hernández Carolina Mendoza | Trampolino 3 m sincro   | N.D.        | N.D.        | N.D.            | N.D.            | 275,10          | 4ª              |
| Gabriela Agúndez Alejandra Orozco  | Piattaforma 10 m sincro | N.D.        | N.D.        | N.D.            | N.D.            | 299,70          |                 |

### Vela
| Atleta             | Evento                 | Regata | Regata | Regata | Regata | Regata | Regata | Regata | Regata | Regata | Regata | Regata | Regata | Regata | Punteggio Totale | Punteggio Netto | Classifica |
| Atleta             | Evento                 | 1      | 2      | 3      | 4      | 5      | 6      | 7      | 8      | 9      | 10     | 11     | 12     | M      | Punteggio Totale | Punteggio Netto | Classifica |
| ------------------ | ---------------------- | ------ | ------ | ------ | ------ | ------ | ------ | ------ | ------ | ------ | ------ | ------ | ------ | ------ | ---------------- | --------------- | ---------- |
| Ignacio Berenguer  | RS:X maschile          | 25     | 22     | 18     | 18     | 26     | 26     | 22     | 23     | 20     | 13     | 23     | 22     | EL     | 258              | 232             | 23º        |
| Demita Vega        | RS:X femminile         | 26     | 16     | 15     | 22     | 22     | 19     | 19     | 10     | 20     | 13     | 28     | 13     | EL     | 223              | 195             | 18ª        |
| Elena Oetling      | Laser Radial femminile | 41     | 21     | 31     | 19     | 23     | 7      | 19     | 32     | 43     | 28     | N.D.   | N.D.   | EL     | 264              | 221             | 32ª        |
| Juan Ignacio Pérez | Finn maschile          | 19     | 17     | 16     | 16     | 17     | 17     | 17     | 16     | 14     | 15     | N.D.   | N.D.   | EL     | 164              | 145             | 17º        |